# Physiologische intrazytoplasmatische Spermieninjektion
Die physiologische intrazytoplasmatische Spermieninjektion (PICSI) ist eine modifizierte Variante der konventionellen intrazytoplasmatischen Spermieninjektion (ICSI). Dabei werden die Spermien anhand ihres Verhaltens geprüft und nur dadurch ausgewählte Spermien werden für die Einbringung in die Eizelle genutzt. Das Ziel dieses Verfahrens ist es die Rate an genetischen Erkrankungen und Fehlgeburten zu senken. Bisher konnte allerdings keine eindeutige Überlegenheit dieser Methode gegenüber der konventionellen ICSI festgestellt werden.
Männliche Unfruchtbarkeit kann verschiedene Ursachen haben, wie beispielsweise Konsum von Alkohol, Tabak oder anderen Drogen, Alter sowie verschiedene Umweltfaktoren und chemische Substanzen. Paaren mit unerfülltem Kinderwunsch kann mittels in-vitro-Fertilisation (IVF) geholfen werden. Dabei wird die Eizelle der Frau außerhalb des Körpers mit den Spermien des Mannes zusammengebracht. Nach erfolgreicher Befruchtung der Eizelle wird diese in die Gebärmutter der Frau eingebracht, wodurch es zur Schwangerschaft kommen soll. Dies ist allerdings nicht immer erfolgreich. Typischerweise werden mehrere befruchtete Eizellen pro Vorgang eingesetzt und dies muss mehrfach wiederholt werden, um die Wahrscheinlichkeit einer Schwangerschaft zu erhöhen. Um die Wahrscheinlichkeit einer erfolgreichen Schwangerschaft zu erhöhen oder unbeweglichen Spermien die Befruchtung zu ermöglichen, können diese direkt mit einer Kanüle in die Eizelle injiziert werden. Dies wird als intrazytoplasmatische Spermieninjektion (ICSI) beschrieben. Dabei werden einzelne Spermien unter dem Mikroskop für die Befruchtung auswählt. Da die durchführende Person dieser Injektion die Spermien für die Befruchtung basierend auf ihrer subjektiven Einschätzung auswählt, wird in den Vorgang der natürlichen Selektion eingegriffen. Denn die ausgewählten Spermien wären unter „natürlichen“ Umständen möglicherweise nie in der Lage gewesen eine Eizelle zu befruchten. Das Resultat ist eine höhere Wahrscheinlichkeit für genetische Erkrankungen und Fehlgeburten nach IVF, da anhand des Aussehens der Spermien nicht auf Änderungen deren Erbguts geschlossen werden kann. Zur Verringerung solcher Erkrankungen wurde das Konzept der physiologischen intrazytoplasmatischen Spermieninjektion (PICSI) vorgeschlagen. Dadurch soll nicht der Durchführende subjektiv Spermien zur Befruchtung auswählen, sondern diese müssen anhand eines Tests beweisen, dass sie tatsächlich in der Lage sind auch unter „normalen“ Umstände eine Eizelle zu befruchten. Dadurch soll das Konzept der natürlichen Selektion wieder zurückgebracht werden, wodurch (soweit die Theorie) die Erfolgsrate von gesunden Schwangerschaften erhöht werden soll.
Reife Spermien haben einen speziellen Rezeptor, der es ihnen ermöglicht an Hyaluronsäure zu binden. Diese Substanz ummantelt die Eizelle und verhindert, dass unreife Spermien, die diesen Rezeptor nicht besitzen, die Eizelle befruchten können. Eine Auswahl von Spermien basierend auf ihrer Bindung zu Hyaluronsäure zeigte  in kleineren Studien eine verbesserte genetische Qualität. Allerdings legen systematische Reviews nahe, dass die Rate erfolgreicher Schwangerschaften, genetischer Erkrankungen und Fehlgeburten vergleichbar zwischen PICSI und konventioneller ICSI ist. Aus diesem Grund wird derzeit (Stand 2019) keine Anwendung der physiologischen gegenüber der konventionellen intrazytoplasmatischen Spermieninjektion empfohlen.